# Titanatemnus sjoestedti
Espèce
Synonymes
- Chelifer sjoestedti Tullgren, 1901

Titanatemnus sjoestedti est une espèce de pseudoscorpions de la famille des Atemnidae.

## Distribution
Cette espèce se rencontre au Congo-Kinshasa, au Congo-Brazzaville, au Gabon, en Guinée équatoriale, au Cameroun et en Guinée-Bissau.

## Étymologie
Cette espèce est nommée en l'honneur de Bror Yngve Sjöstedt.

## Publication originale
- Tullgren, 1901 : Chelonethi from Camerun in Westafrika collected by Dr. Yngve Sjöstedt. Entomologisk Tidskrift, vol. 22, p. 97-101 (texte intégral).